# Чижиков, Илья Анатольевич
Илья Анатольевич Чижиков — российский кинорежиссёр и кинопродюсер.

## Биография
Родился 6 февраля 1989 года в городе Оленегорске Мурманской области.
В раннем возрасте переехал в город Одинцово Московской области. После окончания школы поступил на продюсерский факультет ВГИКа. Во время учебы работал организатором церемоний открытия и закрытия 28-го, 29-го и 30-го Международных студенческих фестивалей ВГИК. Также участвовал в съемках нескольких короткометражных фильмов в качестве директора.
После защиты диплома в 2011 году два года работал на производстве многосерийных телефильмов в должности директора и продюсера монтажно-тонировочного периода. В это время параллельно поступил на высшие режиссерские курсы ВШЖ, мастерская братьев Коттов и Анны Фенченко.
В 2014 году закончил съемки короткометражного дипломного фильма «Ушелец», получившего гран-при фестиваля студенческих и дебютных фильмов «Святая Анна» и приз в номинации «Лучший молодёжный фильм» VI Международного открытого фестиваля молодёжного кино «Отражение». В этом же году начал работу в компании СТВ над полнометражным фильмом «Парень с нашего кладбища».

## Фильмография

### Режиссер
2020 — Казанова в России (в производстве)
2018 — Лили
2018 — Аниматор
2015 — Парень с нашего кладбища

### Продюсер
| 2016 | Проездом (короткометражный) |

## Награды
Награды за фильм «Парень с нашего кладбища»:
«Приз прессы и киноведов» на фестивале «Улыбнись, Россия!» (2015)
«Приз зрительских симпатий» на фестивале «Спутник над Польшей», (Варшава, 2015)
«Приз от прессы» на фестивале «Провинциальная Россия» (Ейск, 2016)
Диплом на фестивале «Просто хорошее кино» (Ярославль, март 2016)
Фильм «Лили» на Шукшинском кинофестивале 2018 года отмечен как «Лучшая режиссерская работа» Антона и Ильи Чижиковых, а Олимпия Ивлева получила диплом «За лучшее исполнение женской роли».
Фильм «Аниматор» режиссеров братьев Чижиковых стал победителем в номинации «Телевизионный игровой фильм», а Екатерина Васильева — исполнительница главной женской роли, победила в номинации «Актриса» на XVIII Международном телекинофоруме «Вместе».
Фестиваль «Улыбнись, Россия!» 2018 — Фильм «Лили» братьев Чижиковых:
- Алексей Тимм — приз за лучший сценарий «Самой нежной комедии»;
- Олимпия Ивлева — приз за лучшую женскую роль.

Фильм «Аниматор» братьев Чижиковых получил награду на международном кинофестивале Near Nazareth Festival в номинации «Лучший актерский состав».
Фильм «Аниматор» режиссеров братьев Чижиковых стал победителем в номинации «Лучший художественный фильм» на международном кинофестивале «Катарсис», Антон Жабин получил награду за лучшую операторскую работу на международном кинофестивале Sensus.
Екатерина Васильева получила награду в номинации «Лучшая женская роль» в фильме «Аниматор» (реж. Антон Чижиков, Илья Чижиков) на XI Международном фестивале кино- и телепрограмм для семейного просмотра имени В. М. Леонтьевой «От всей души» в Ульяновске.
Фильм «Лили» получил награду «Лучший фильм по мнению жюри прессы» на XII Чебоксарском международном кинофестивале. Так же фильм получил приз за лучшую режиссерскую работу на Всероссийском фестиваля «Шукшинские дни на Алтае»
Фильм «Аниматор» режиссеров братьев Чижиковых стал победителем в номинации «Лучший художественный фильм» на III «Феодосийском Международном Фильм Фестивале», награду в номинации «Лучший актер» получил Алексей Веселкин. Награду в номинации «Лучший актер второго плана» получил Сергей Газаров (фильм «Лили»).
Фильм «Лили» получил две награды на Скандинавском международном кинофестивале: «Лучшая режиссура» — Антон и Илья Чижиковы, «Лучшая женская роль» — Олимпия Ивлева.